# Vietznitz

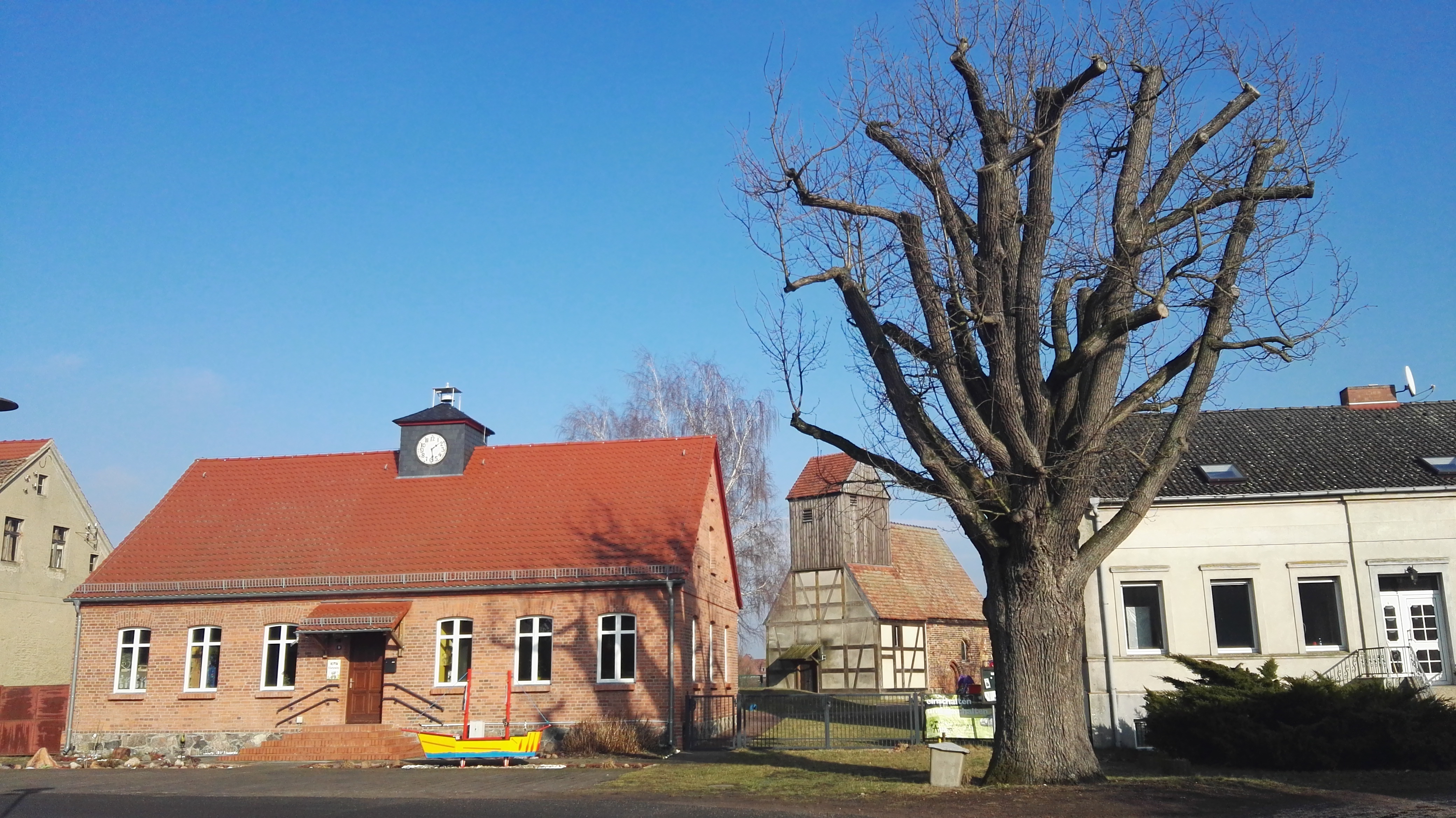
Dorfkern mit Kirche und Dorfeiche

Vietznitz ist seit dem 26. Oktober 2003 ein Ortsteil der Gemeinde Wiesenaue (vormals Jahnberge), am Rande des Ländchens Friesack gelegen.

## Ortsname
Für den Ortsnamen Vietznitz oder auch Viecenitz, wie bei seiner ersten urkundlichen Erwähnung 1365 geschrieben, gibt es verschiedene Deutungen; die eine lautet „Häuserreihe oder Dorf“, abgeleitet vom lateinischen vicus; Vietznitz ist ein typisches Reihendorf. Diese Herkunft ist jedoch nicht plausibel, da die Römer nie bis in die Mark Brandenburg vordrangen, und es auch dort nicht üblich war, Ortschaften lateinische Namen zu geben. Warum sollte dies gerade bei diesem Dorf erfolgt sein? Eine andere wäre slawischen Ursprungs: „Vysnica“ bedeutet ‚hoch gelegener Ort‘; diese Deutung bezieht sich auf den Namen „Jan Vycentytz“, der in der ersten urkundlichen Erwähnung von 1365 genannt wurde. Der slawische Ursprung ist gut möglich, da Vietznitz slawisches Siedlungsgebiet war und sich aus den niedrigen Luchgebiet erhebt. Als Vietzenitz fand es Erwähnung im Riedelschen Codex diplomaticus Brandenburgensis von 1847 (Band 7, S. 58 – Auszüge aus einem von Bredowschen Erbregister v. J. 1541).

## Nachbarorte
- Friesack, Stadt
- Briesener-Zootzen, Siedlung von Zootzen – Ortsteil der Stadt Friesack
- Jahnberge, Ortsteil der Gemeinde Wiesenaue
- Warsow, Ortsteil der Gemeinde Wiesenaue

## Topografie
Der Ort liegt bei den geographischen Koordinaten 52° 44′ N, 12° 38′ O in einer Höhe von 33 m ü. NN. Es umfasst eine Fläche von 17,63 km² und hat bei 218 Einwohnern (Stand: 31. Dezember 2016) eine Bevölkerungsdichte von 12,4 Einwohner/km². Der Ort liegt östlich der Bundesstraße 5 an der 1899/1900 erbauten Chaussee Friesack-Vietznitz-Wagenitz und an der von 1844 bis 1846 erbauten Bahnlinie Berlin–Hamburg und verfügte von zirka 1900 bis 1995 über einen eigenen Haltepunkt an selbiger. Das Gebiet des Ortsteils hat Anteil am Wald Zootzen.

## Kommunikation und Infrastruktur
Vietznitz ist im Rahmen des ÖPNV durch die Havelbus Linie 661 der HVG mit Friesack und Nauen verbunden. Die postalische Erreichbarkeit der Vietznitzer Bürger wird mittels der Postleitzahl: 14662 und die telefonische Erreichbarkeit mittels der Vorwahl: 033235 sichergestellt.

## Geschichte

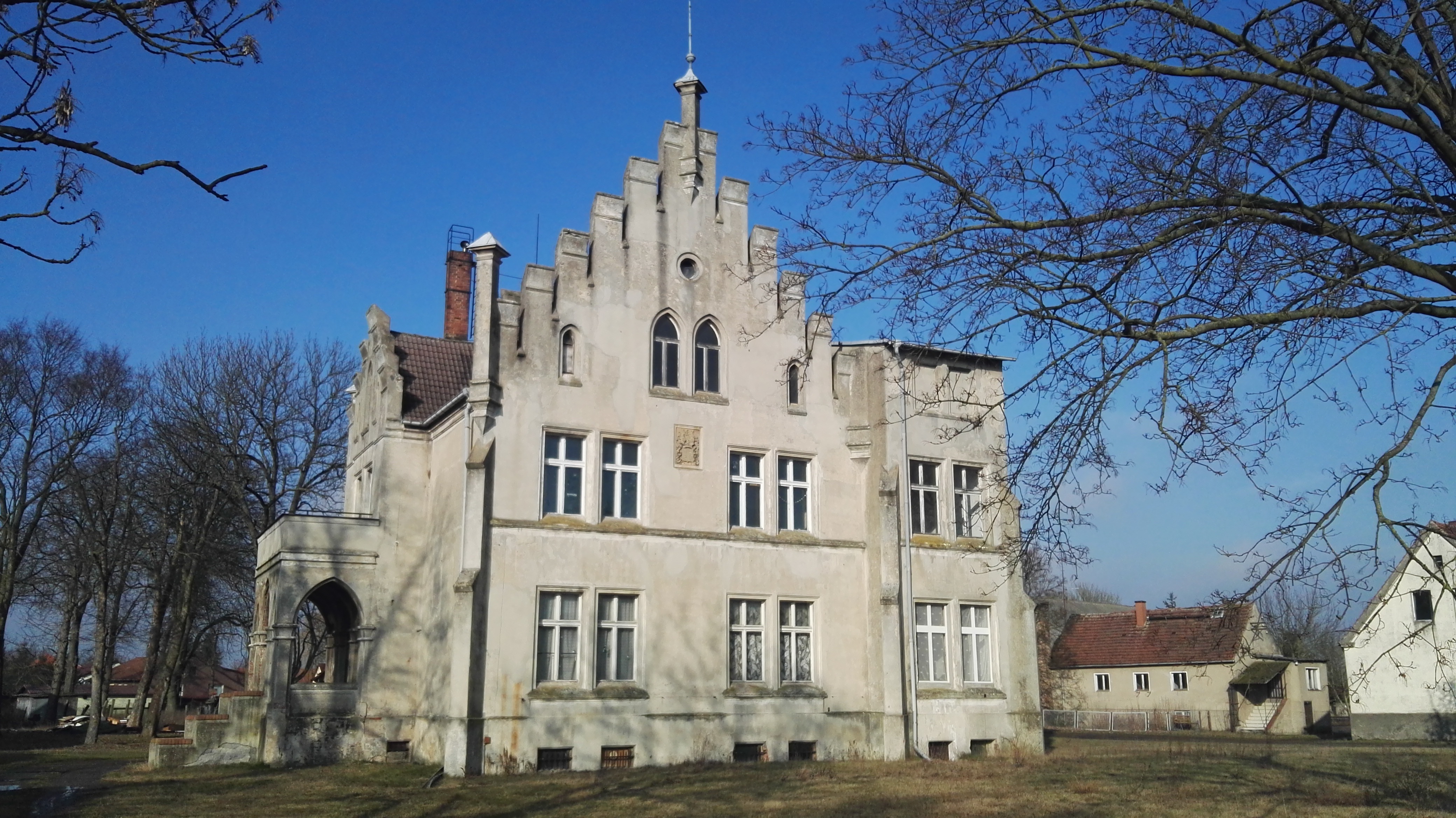
Herrenhaus

1365 fand Vietznitz erstmalige urkundliche Erwähnung. 1541 wurde über Vietznitz festgehalten, die Patrone waren die von Bredow, und aus kirchlicher Sicht sei Vietznitz eine Filial der Pfarre Friesack. Vietznitz besitze zwar einen Pfarrhof, jedoch wohnte dort seit vielen Jahren schon kein Pfarrer mehr.
»Ferner hat die Pfarre 40 Kommunikanten und Ostern 2 Eier aus jedem Hause, von denen die Hälfte dem Küster zukommt. Vom Begräbnis soll gegeben werden wie zu Friesack (1 Gr.). Alle drei Jahre hat sie den Fleischzehnten. Da kein eigener Küster da ist, so soll der Schulmeister, der die Küsterei zu Friesack besorgt, mitgehen oder einen Buben schicken.«
Die von Bredow waren über viele Jahrhunderte hinweg die Herrn auf dem Rittergut Vietznitz. Ursprünglich in einer Hand, wurde es nach und nach unter mehrere voneinander abgezweigte Familien des Bredowschen Geschlechtes aufgeteilt. Es entstanden schließlich zwei Anteile am Rittergut Vietznitz, der eine Teil gehörte den Bredows -Friesacker Linie und der andere Teil den Bredows – Landiner Linie.
»Im Erbregister Lippolds von Bredow des Jahres 1591 steht: „In diesem Dorfe steht ein Gehöft, ein Ring umher gemauert, welches Lippolden und Jürgen von Bredow zu gleichen Teilen gehört.“«
Aber auch an andere Stelle wird berichtet, dass Hartwich von Bredow bereits zu Lebenszeiten 1578 seine Güter an seine Söhne Lippold und Georg aufteilte, die Concessions-Urkunde darüber ist jedoch erst aus dem Jahre 1587.
1708 umfassten die Vietznitzer Ländereien 23,5 Hufen, und im Dorf gab es sechs Zweihüfner, vier Anderthalbhüfner, drei Einhüfner, einen Schulzen, einen Halbhüfner, zwei Kossäten und 1 Kuhhirten mit Vieh.
Mitte des 18. Jahrhunderts war der Minister und Domherr zu Havelberg Ernst Wilhelm von Bredow anteilig Besitzer des Gutes Vietznitz. Er erhielt den Grafentitel und war mit Gräfin Josepha Hartig verheiratet, als Hauptwohnsitz wählte man Wagenitz. Nach dem Genealogischen Handbuch des Adels blieb Vietznitz dann in der Gesamthand der Freiherrliche Linie derer von Bredow.
1772 zählte das Dorf 177 Einwohner, davon waren 19 Bauern, 5 Kossäten und Büdner. 1800 waren es bereits 206 Einwohner, und das Dorf besaß 33 Feuerstellen, deren Bewohner sich wie folgt zusammensetzten: 14 Ganzbauern, 7 Halbbauern. 1 Kossat, 3 Büdner, 5 Einlieger, 1 Krug, 2 Güter und 4 Lehnhöfe.
Ein Ereignis in den frühen Morgenstunden des 15. Juli 1833, gegen 3:00 Uhr, kostete eine Vietznitzer Einwohnerin, einige Kühe, Schafe und Schweine das Leben und fünf Familien ihre Höfe. Ein Feuer war ausgebrochen, dessen Verursacher nie ermittelt wurde. Als der damalige Nachtwächter Johann Schilling den Brand bemerkte, alarmierte er sofort den Küster Böhm. Dieser ließ sofort die Glocken der Kirche läuten und alarmierte so die Dorfbewohner. Auch die Spritzen und Wasserwagen der umliegenden 16 Ortschaften wie z. B. Warsow kamen den Vietznitzern bei den Löscharbeiten zur Hilfe. Es war jedoch nichts mehr zu retten, und so war ihr Einsatz leider umsonst. Aber nicht nur an den Löscharbeiten hatten die umliegenden Ortschaften ihren Beitrag zu leisten. Am 17. Juli 1833, nur zwei Tage nach dem verheerenden Brand, erhielten die Ortschaften per Circulare des königlichen Landrat v.d. Hagen die Weisung unter Strafandrohung bei Widersetzung sich am 22. Juli 1833 morgens um 6:00 Uhr mit Gespann, Gerätschaft und Personal in Vietznitz zum Abfahren des Schuttes von der Brandstelle einzufinden. Warsow hatte sich mit sechs Zweigespännerwagen, Brädikow mit neun Zweigespännerwagen, Wagenitz mit acht Zweigespännerwagen, Haage mit acht Zweigespännerwagen, Görne mit neun Zweigespännerwagen und Kleßen mit fünf Zweigespännerwagen einzufinden. Zu den Gespannen waren durch die Ortschaften die nötigen Aufladern und Gerätschaften zum Aufladen und ein dazugehöriger Aufseher, welcher Gemeindemitglied sein musste, zu stellen. Verantwortlicher und Weisungsbefugter am 22. Juli 1833 für das Abfahren des Schuttes war der Schulze von Pessin Vogeler.
Durch das Feuer entstand ein Sachschaden von 4860 Talern, viel Geld für die damalige Zeit – da die Betroffenen jedoch bei der Feuersozietät versichert waren, konnten sie ihre Höfe wieder aufbauen.
Von 1844 bis 1846 wurde in unmittelbarer Nähe zum Ort die Bahnlinie Berlin-Hamburg errichtet. Dies brachte einige Probleme für die Bauern mit sich, von zugeschütteten Gräben und der damit verbundenen Angst vor Frühjahrshochwasser bis zur Beeinträchtigung ihrer Nutzflächen und einer uneinsichtigen Eisenbahndirektion. Mit all ihren Problemen wandten sich die Bauern wie ihre Nachbarn in Warsow an den königlichen Landrat Herrn von Bredow in Rathenow; ob dieser bzw. in welcher Form er ihnen helfen konnte, ist jedoch unbekannt.
1860 gab es neben der 1820 durch den Müllermeister Kühne errichteten Getreidemühle (als Bockwindmühle errichtet, war sie 1920 bereits wieder aus dem Dorfbild verschwunden) noch 4 öffentliche Gebäude, 41 Wohn- und 74 Wirtschaftsgebäude. Das Bredowsche Gut bestand aus 2 Wohnhäusern und sechs Wirtschaftsgebäuden. Das Dorf umfasste eine Fläche von 2359 Morgen und teilte sich wie folgt auf:
1. 33 Morgen Gehöfte
2. 839 Morgen Ackerland
3. 793 Morgen Wiese
4. 649 Morgen Weide

1879 weist das erstmals amtlich publizierte General-Adressbuch der Rittergutsbesitzer für die Provinz Brandenburg für das kreistagsfähige Rittergut Vietznitz ohne Nebenbesitz 297 ha aus. Zum Gut gehörte eine Brennerei. Das Gut war verpachtet an Ober-Amtmann Fährlein. Der Gutseigentümer Freiherr von Bredow auf Vietznitz wohnte in Bonn.
1893 stellte die Gemeinde den Antrag auf Anschluss an die große weite Welt; bei der Eisenbahndirektion wurde der Antrag auf Genehmigung der Errichtung einer Haltestelle der Berlin-Hamburger-Eisenbahn gestellt. Die Kosten für die Befestigung des Weges zur Haltestelle wollte die Gemeinde selbst aufbringen. Um 1900 ist bereits in Bahnunterlagen ein Haltepunkt mit Wärterwohnhaus verzeichnet.
1899/1990 wurde die Chaussee Friesack-Vietznitz-Wagenitz gebaut, wofür Vietznitz 10.000,- Mark aufzubringen hatte, davon 3666,60 Mark durch das Rittergut. 1900 ließen die von Bredow das Schloss als modernen gotisierenden Putzbau errichten. Das Schloss findet man heute nur noch teilweise vor, so fehlt z. B. der Turm. 1902 erhielt die Chaussee Friesack-Vietznitz-Wagenitz Alleencharakter aufgrund von Baumpflanzungen auf beiden Seiten.
1915, nach Gleiserweiterungsarbeiten der Bahn, es wurde ein Überholgleis gelegt, wurde das Bahnhofsgebäude errichtet.
»Man beachte: Sogar in diesem kleinen Bahnhofsgebäude eines Dorfbahnhofes gab es einen Wartesaal 1. und 2. Klasse und einen 3. und 4. Klasse.«
1921 wurden in Vietznitz die ersten elektrischen Straßenlaternen errichtet, es waren immerhin schon vier Brennstellen. Diese spendeten jedoch nur an besonders dunklen Abenden bis 22:00 Uhr, Samstag und Sonntag bis 23:00 Uhr Licht. Heute hat Vietznitz übrigens 22 Straßenlaternen (Stand: 1995).
1922 verdiente der Vietznitzer Nachtwächter 60,- Mark. Nachdem er eine Gehaltserhöhung auf 80,- Mark beantragt hatte, wurde ihm durch die Gemeindevertretung ein der Zeit angepasstes Gehalt von 100,- Mark gewährt.
1936 musste der Major Karl Ludwig Heinrich Freiherr von Bredow-Vietznitz (1866–1957) das Bredowsche Gut aus wirtschaftlichen Gründen an einen Herrn Thomae verkaufen, somit endete die Jahrhunderte andauernde Ära derer von Bredow in Vietznitz. Noch kurz vor der großen Wirtschaftskrise 1929/30 beinhaltete sein Gutseigentum eine Fläche von 365 ha. Als Verwalter agierte sein gleichnamiger Sohn, der spätere Rentmeister des Domstiftes Brandenburg, Oberstleutnant Karl Ludwig Freiherr jun. von Bredow (1900–1941). Im Vorfeld gab es seit 1929 ein Verwaltungszwangsverfahren, welches sich nach dem Aktenbestand des Brandenburgischen Landeshauptarchivs bis 1935 hinzog.
Am 11. Mai 1936 stellte die Schnellfahr-Dampflokomotive 05 002, behangen mit drei D-Zug-Wagen und einem Messwagen, am Streckenkilometer 52 zwischen Vietznitz und Paulinenaue mit 200,4 km/h einen neuen Weltrekord für Dampflokomotiven auf.
Der Zweite Weltkrieg hinterließ in Vietznitz deutliche Spuren: 13 Vietznitzer Männer blieben im Krieg, und am 14. Januar 1944 fielen 12 Bomben auf Vietznitz. Nach einem Notwurf während einer Luftschlacht zerstörten und beschädigten sie Häuser und ganze Gehöfte, Menschen wurden getötet (eine Frau und ihre zwei Kinder) und verletzt, zum Teil schwer. Unmittelbar nach Kriegsende unter der sowjetischen Besatzungsmacht hatte Vietznitz noch drei Einwohner zu beklagen, welche sich nach Aussagen vieler Einwohner an nichts schuldig gemacht hatten: Sie wurden abgeholt, interniert und sind später im Internierungslager verstorben.
Mit der Bodenreform wurde das Rittergut, das nunmehr dem Herrn Thomae gehörte, enteignet und aufgeteilt, insgesamt fielen 358 ha unter die Bodenreform und gingen an 17 landlose Bauern und Landarbeiter, einen landarmen Bauern, 15 Umsiedler und 27 nichtlandwirtschaftliche Arbeiter und Angestellte. Des Weiteren erhielten vier Altbauern Waldzulagen. 1954 wurde dann die erste LPG (Typ II) gegründet, 16 Mitglieder brachten 229 ha landwirtschaftliche Nutzfläche, 51 Rinder (davon 19 Kühe), 54 Schweine (davon 11 Sauen), 7 Pferde und 11 Hühner mit ein. 1958 entstand mit dem Kauf eines Traktors vom Typ „Aktivist“ ein MTS-Stützpunkt. 1960 traten 30 weitere Mitglieder der LPG bei, welche sich somit vergrößerte. 1967 betrug die landwirtschaftliche Nutzfläche 876 ha. Neue Stallungen für über 100 Schweine und 300 Rinder wurden in den Folgejahren gebaut. In der Mitte der 1970er Jahre erfolgte eine weitere Umgliederung der LPG, und so entstand 1978 die LPG Pflanzenproduktion Friesack, Vietznitz, Wutzetz. Nach der „Wende“ wurde die LPG aufgelöst und die Agrargenossenschaft Vietznitz gebildet. Wiedereinrichter wie in anderen Dörfern im Ostteil Deutschlands gab es vorerst nicht, jedoch gibt es seit 2001 auch wieder einen bäuerlichen Betrieb in Vietznitz.
Zum Ende des letzten Jahrhunderts veränderte sich das Gesicht des Dorfes, so wurden in den 1980er Jahren zehn neue Eigenheime für junge Familien errichtet und in den 1990er Jahren wurde viel renoviert und erneuert. So wurde z. B. 1991 die Straßenbeleuchtung erneuert, es wurden neue Straßenschilder aufgestellt, ein Kinderspielplatz gebaut, neue Trink- und Abwasserleitungen verlegt und von 1992 bis Juli 1993 die Straßen zum Teil saniert. 1993 wurde die Gemeindebibliothek und 1995 der Bahnhof geschlossen.

### Demografische Entwicklung
Der Ort hatte am 31. Dezember 2002 mit insgesamt 242 Einwohner seinem Tiefpunkt an Einwohnern gegenüber 670 Einwohner 1948, 526 Einwohner 1950 und 365 Einwohner 1875.
- 1772 – 177 Einwohner
- 1800 – 206 Einwohner
- 1858 – 303 Einwohner
- 1925 – 359 Einwohner
- 1946 – 483 Einwohner
- 1981 – 282 Einwohner
- 1990 – 303 Einwohner
- 1995 – 286 Einwohner

## Persönlichkeiten
- Gerda von Bredow (1914–2005), Philosophin, in Vietznitz geboren[11]